# Cavalarva
Cavalarva – wymarły rodzaj owadów, obejmujący tylko jeden znany gatunek: Cavalarva caudata. Żył w permie.
Rodzaj i gatunek opisane zostały w 2015 roku przez Daniła Aristowa i Aleksandra Rasnicyna. Jedyna znana skamieniałość odnaleziona została w Czekardzie, na terenie kraju permskiego w Rosji i pochodzi z piętra kunguru, z permu.
Jedyną skamieniałością jest odcisk kompletnej wylinki larwalnej. Była to larwa kampodeowa o ciele długości 9 mm i umiarkowanie ciemnym ubarwieniu. Jej hipognatyczna głowa była wyraźnie węższa od tułowia i prawdopodobnie zaopatrzona w oczy złożone. Czułki miały krótkie i grube dwa człony nasadowe oraz długi i cienki biczyk. Trzy segmenty budujące tułów były podobnych rozmiarów, wyposażone w trzy pary czteroczłonowych odnóży zakończonych parą pazurków. Ich biodra były stożkowate, natomiast homologia pozostałych ich członów ze standardowo wyróżnianymi częściami odnóży owadów jest niejasna. Węższy od tułowia, stopniowo zwężający się ku tyłowi odwłok budowało 7 widocznych segmentów o prostokątnych w widoku bocznym tergitach i sternitach. W pobliżu ostatniego tergitu osadzona była para prawdopodobnie wieloczłonowych nici końcowych o długości takiej, jak odwłok i tak cienkich, jak biczyk czułków.
Brak zaczątków skrzydeł, śladów genitaliów oraz krótkie i grube odnóża wskazują, że była to wolno przemieszczająca się larwa owada o przeobrażeniu zupełnym (klad skrytoskrzydłych).